# Donja Reka
Donja Reka je vesnice v Chorvatsku v Záhřebské župě. Je součástí opčiny města Jastrebarsko, od něhož se nachází 2 km severně. V roce 2011 zde žilo 349 obyvatel.

## Sousední vesnice
| Růžice kompasu |                    | Gornja Reka  |            | Růžice kompasu |
| Růžice kompasu | Hrastje Plešivičko | Sever        | Pavlovčani | Růžice kompasu |
| Růžice kompasu | Hrastje Plešivičko | Donja Reka   | Pavlovčani | Růžice kompasu |
| Růžice kompasu | Hrastje Plešivičko | Jih          | Pavlovčani | Růžice kompasu |
| Růžice kompasu |                    | Jastrebarsko | Zdihovo    | Růžice kompasu |